# Lophiosilurus alexandri
Lophiosilurus alexandri es una especie de peces de la familia Pseudopimelodidae en el orden de los Siluriformes.

## Morfología
• Los machos pueden llegar alcanzar los 72 cm de longitud total y 5.000 g de peso.

## Hábitat
Es un pez de agua dulce y de clima tropical (22 °C-27 °C).

## Distribución geográfica
Se encuentran en Sudamérica:  cuenca del río São Francisco en Brasil.